# Семаківці (Коломийський район)
Семакі́вці — село в Україні, у Матеївецькій сільській громаді Коломийського району Івано-Франківської області.

## Історія
Перша документальна згадка про Семаківці датується 1482 роком.
1848 року було скасовано панщину і у пам'ять про цю вікову дату мешканці села встановили Хрести – один на широкій вулиці, а другий на Надпрутській. Біля цих Хрестів за традицією молодь щороку 16 травня, аж до 1939 влаштовувала народні забави, гуляння.
У 1886 році через землі села була прокладена залізниця Львів-Чернівці, також була цісарська дорога, яка згодом, у 1950-их рр., стала асфальтованою автотрасою.
1885 року побудовано сучасну церкву св. Василія Великого належить до Івано-Франківської єпархії ПЦУ, настоятель митр. прот. Любомир Тетеря а дзвіниця ще давніша і є пам'яткою покутської дерев'яної архітектури 18 століття. В цей час у селі Семаківці була школа — 2-ох класна. Потім вона стала 4-ох класною.
У 1919—1939 рр. село знаходилось під владою Польщі. На цей період припадає поселення пані Кабатової, якою було зведено двір і канцелярію (нині клуб).

## Населення

### Мова
Розподіл населення за рідною мовою за даними перепису 2001 року:
| Мова       | Кількість | Відсоток |
| ---------- | --------- | -------- |
| українська | 991       | 99.9%    |
| російська  | 1         | 0.1%     |
| Усього     | 992       | 100%     |

## Відомі люди
У селі народилися:
- Боєчко Василь Васильович — капітан Збройних сил України, учасник російсько-української війни, Герой України.
- Боєчко Федір Федорович — доктор біологічних наук, професор, член-кореспондент Академії педагогічних наук України.
- Гдичинський Богдан Петрович
- Наливайчук Дмитро Михайлович (1953—2016) — український радянський актор, телеведучий.